# SONCAS
SONCAS es un acrónimo francés para :Sécurité - Orgueil - Nouveauté - Confort - Argent - Sympathie.
Bien conocido en Francia este sistema fue inventado para saber lo que impulsa a una persona a comprar un bien, después de la investigación de un estudio francés se encontró que la mayoría de los pueblos son impulsados a comprar uno de estos seis temas Sécurité - Orgueil - Nouveauté - Confort - Argent - Sympathie que se podría traducir a la Simpatía - Orgullo - Novedad - Comodidad - Seguridad - Dinero. 
Esta técnica es utilizada por vendedor para encontrar lo que un comprador es el deseo de hacerle comprar el producto.
Otra manera de utilizar SONCAS es utilizar cada ventanilla única para cubrir los seis temas que asegúrese de hacer la custumer como el producto.
SONCAS también está vinculado con el Eneagrama de la Personalidad y la jerarquía de necesidades de Maslow.